# Tricholomataceae
Tricholomataceae (Fayod) R. Heim ex Pouzar, Ceská Mykologie 37: 175 (1983).
Alle Tricholomataceae appartengono specie di funghi molto eterogenee tra loro e pertanto i caratteri di questa Famiglia sono molto generici.

Le caratteristiche principali possono essere riassunte come segue.

## Descrizione

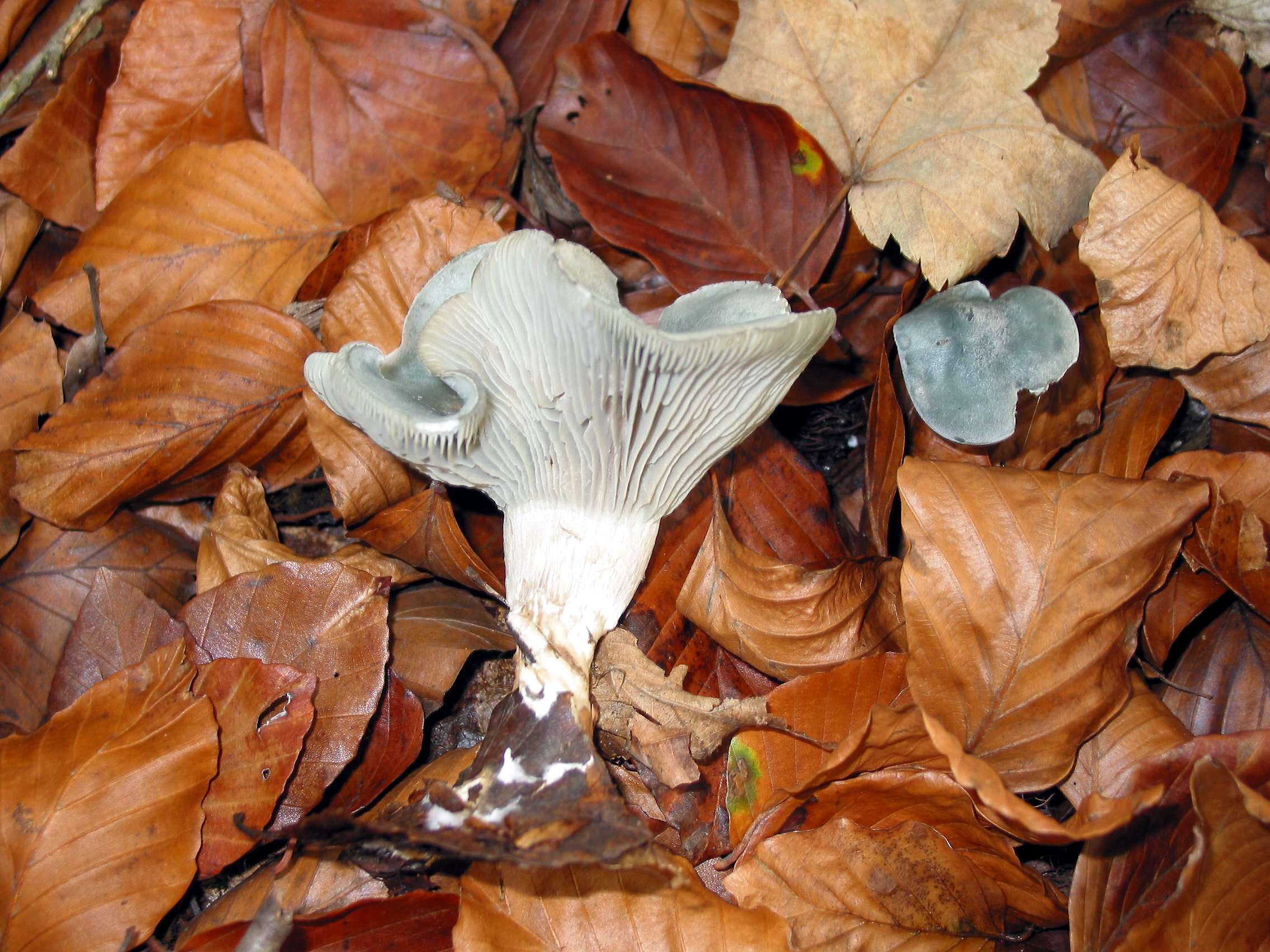
Fotografia di una Clitocybe odora.

Le Tricholomataceae sono funghi spesso poco consistenti.

### Cappello
In genere poco consistente, anche se non sempre.

### Lamelle
Diseguali, si innestano sul gambo in vario modo.

### Gambo
Spesso pieno.

### Carne
Sovente bianca e compatta.
- Odore: molto variabile, dalla pasta di pane alla farina (fresca oppure rancida), delle volte aromatico, spesso molto complesso e di difficile interpretazione (es. Lepista nuda); in genere abbastanza marcato, anche se delle volte è subnullo ed appena percettibile.
- Sapore: anch'esso molto variabile, in genere dolce, qualche volta aromatico, altre volte amarognolo o sgradevole, in alcuni casi subnullo, anche aniseo.

### Spore
Colorate oppure bianche, ornate o lisce, globose, ellissoidali o fusiformi.

## Commestibilità
Interessante. Questa famiglia annovera specie di particolare interesse alimentare, come ad esempio Calocybe gambosa, Clitocybe geotropa, Laccaria laccata, Lepista nuda  e Tricholoma terreum.

## Generi di Tricholomataceae
Il genere tipo è Tricholoma (Fr.) Staude, altri generi che appartengono alla famiglia sono:
| - Calocybe - Cantharellula - Catathelasma - Clitocybe - Collybia - Cystoderma - Laccaria - Lentinus - Lepista | - Leucopaxillus - Lyophyllum - Megacollybia - Melanoleuca - Mycena - Paralepistopsis - Pseudoclitocybe - Tricholomopsis |

## Galleria d'immagini
Vengono qui di seguito esposte alcune specie in rappresentanza dei rispettivi generi.

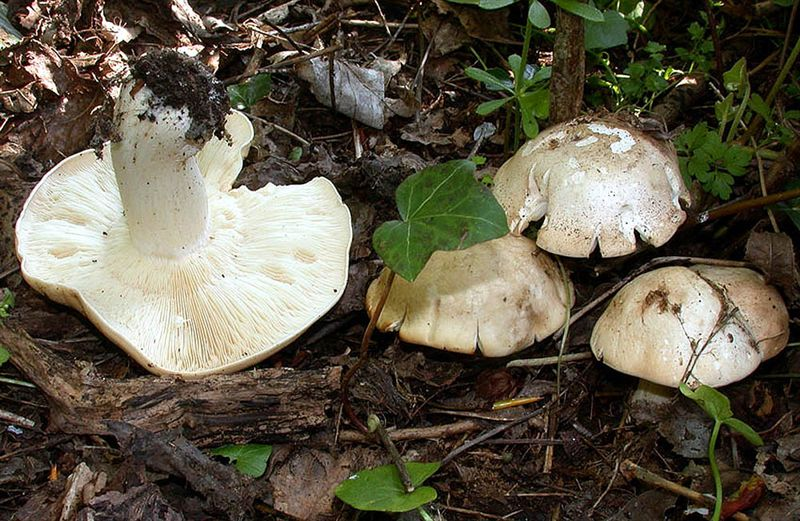
Calocybe gambosa (Gen. Calocybe)
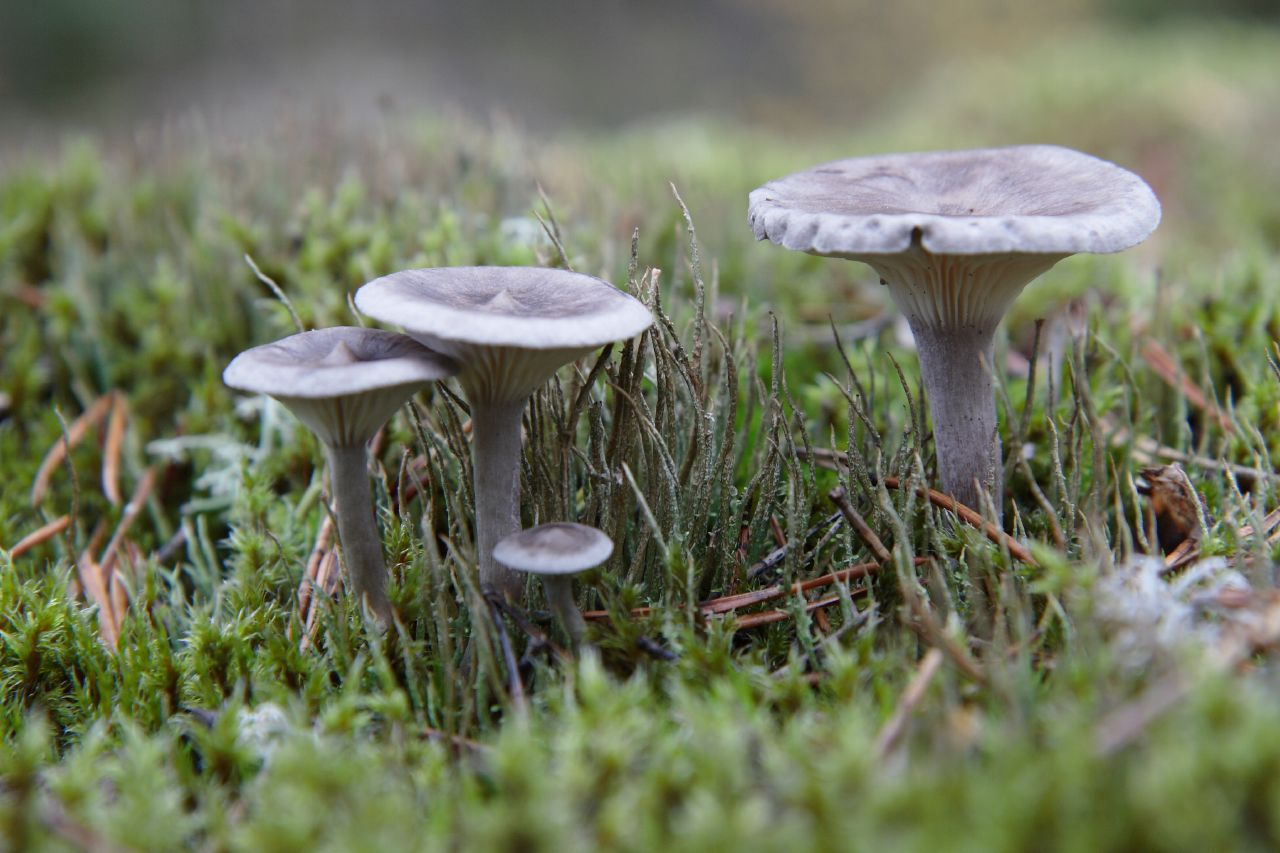
Cantharellula umbonata (Gen. Cantharellula)
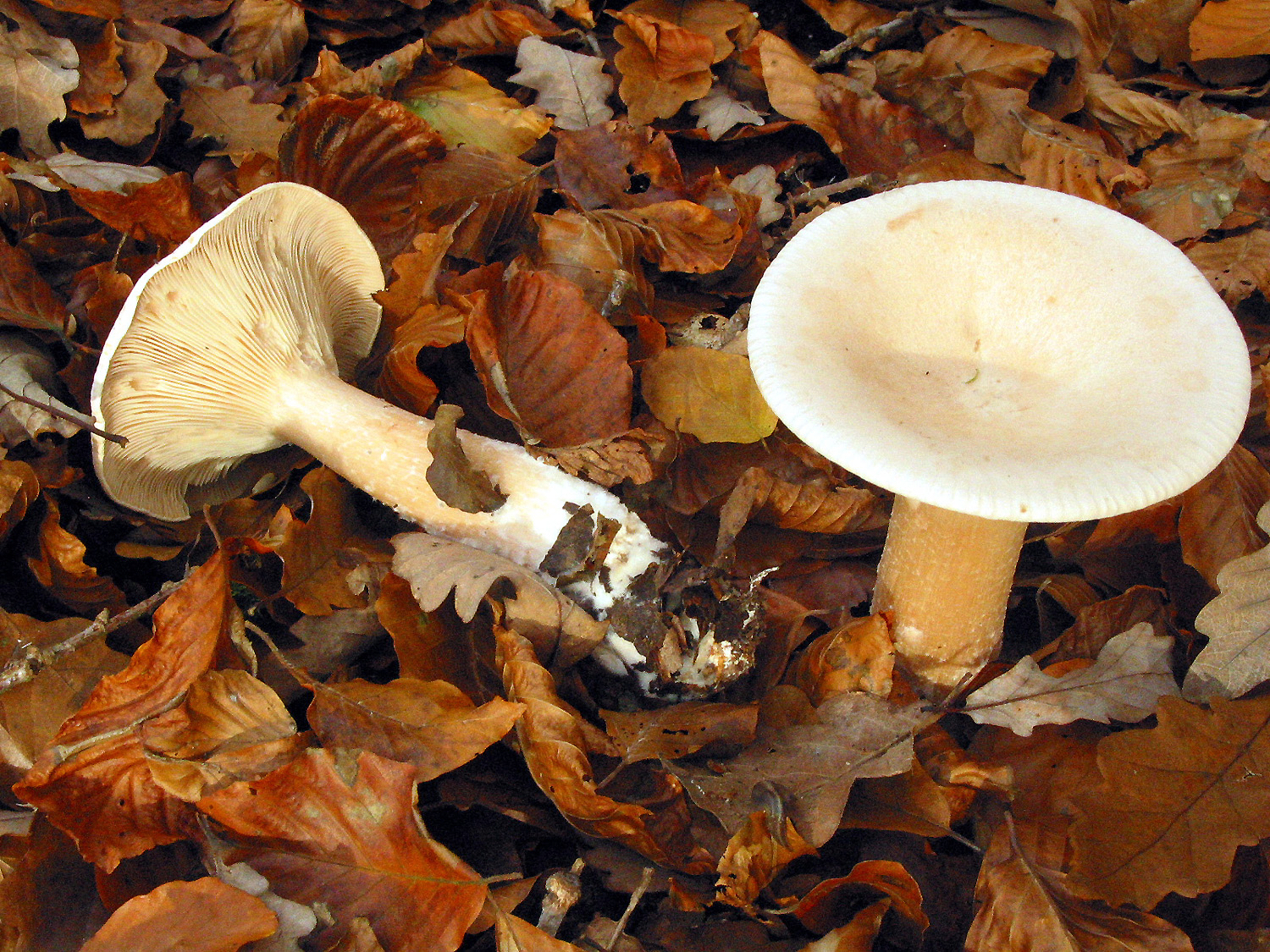
Clitocybe geotropa (Gen. Clitocybe)
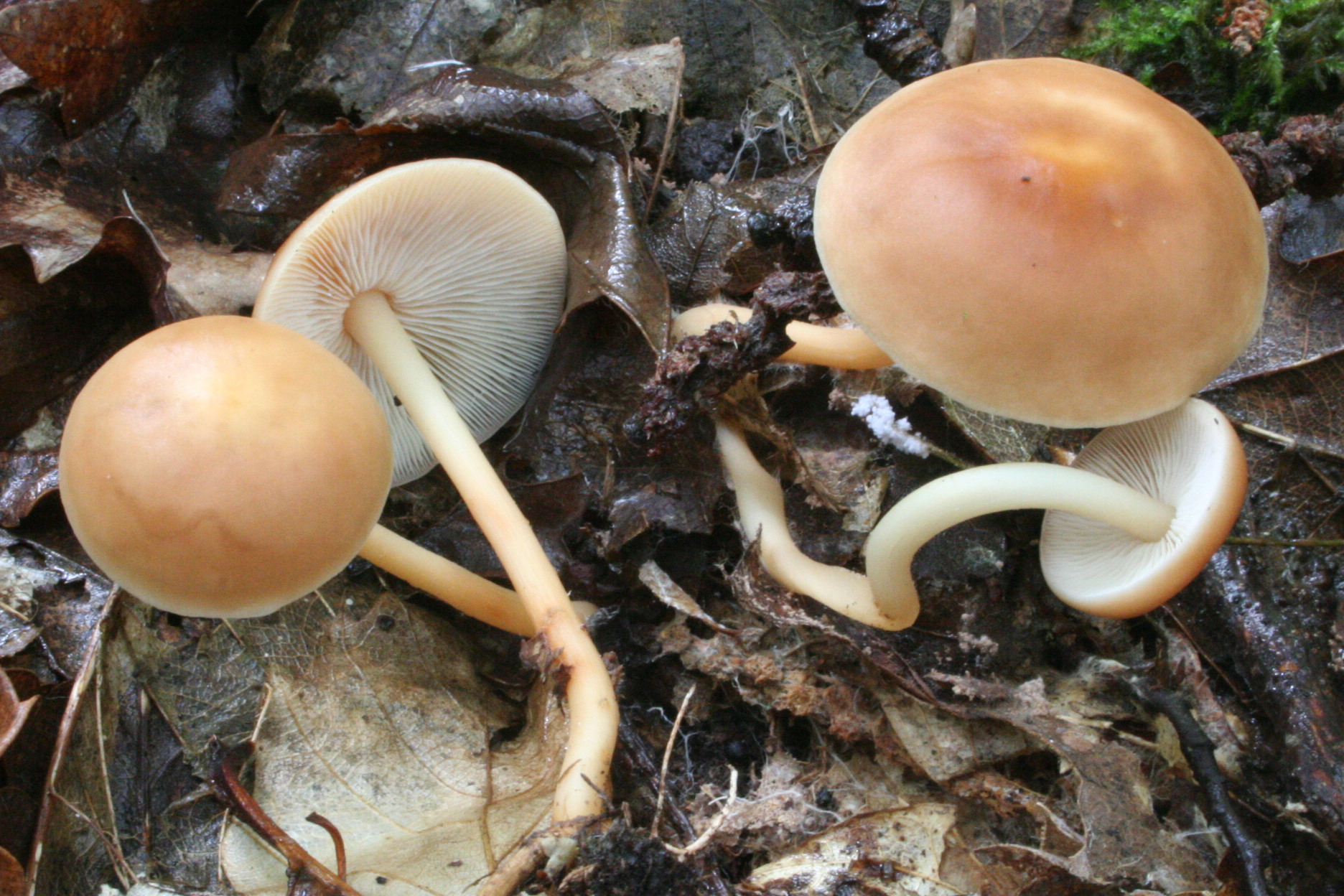
Collybia dryophila (Gen. Collybia)
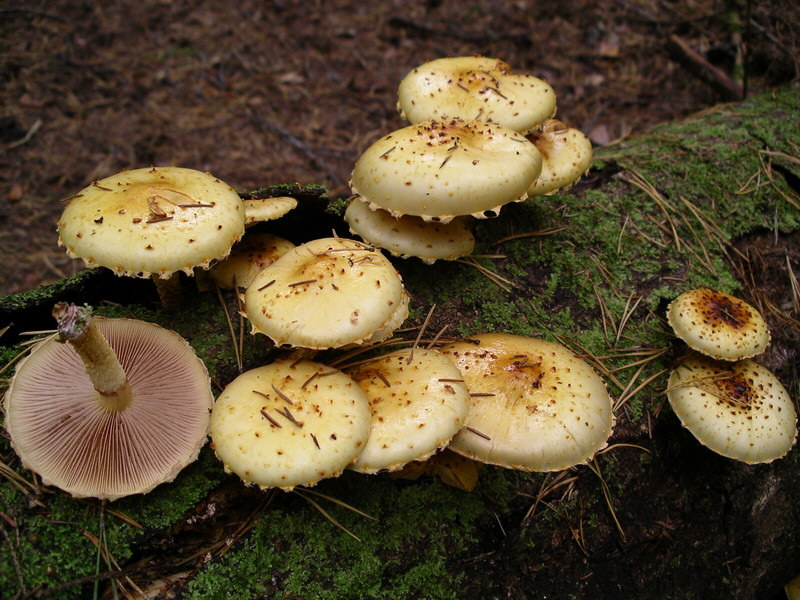
Cystoderma sp. (Gen. Cystoderma)
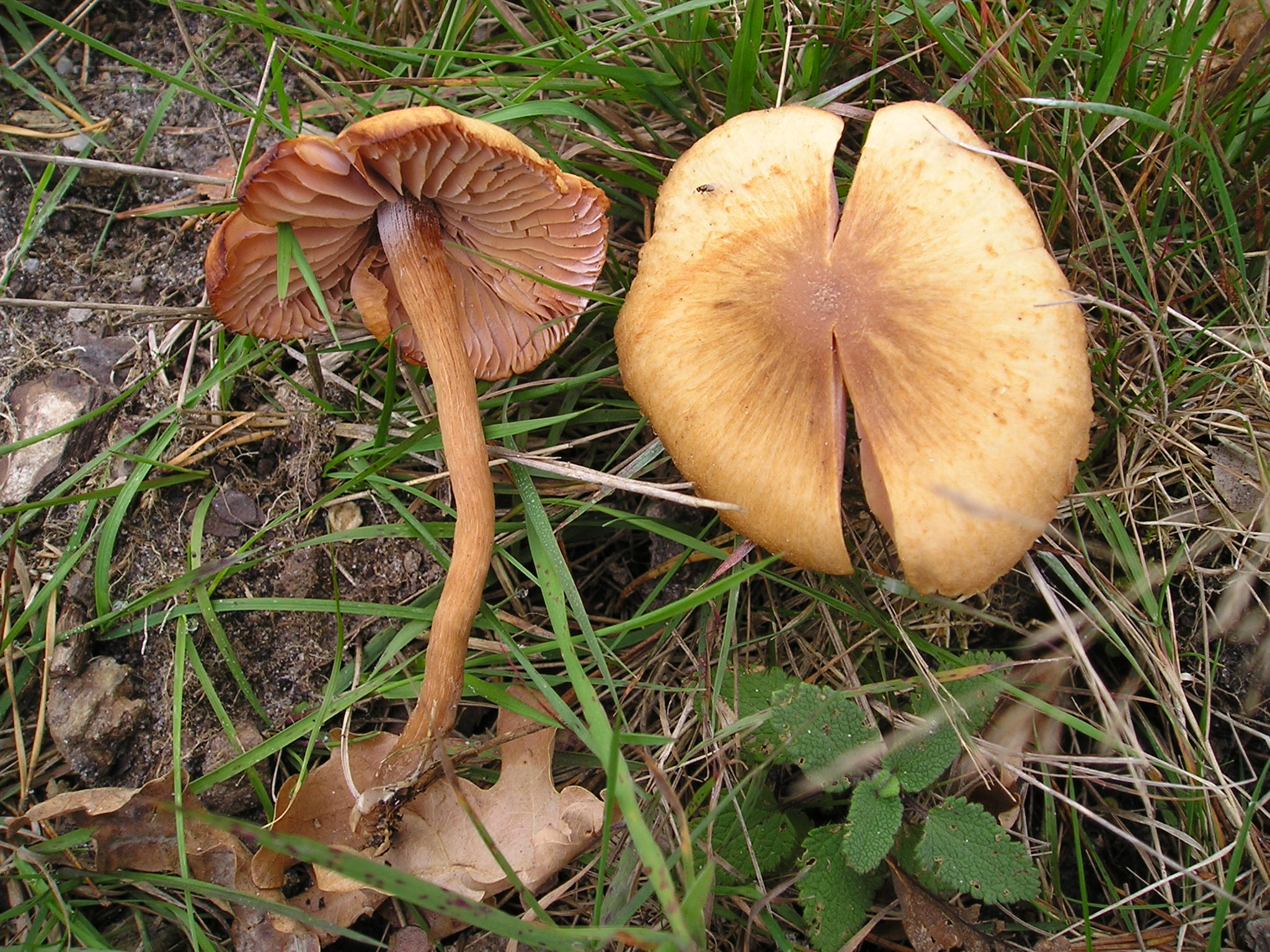
Laccaria laccata (Gen. Laccaria)
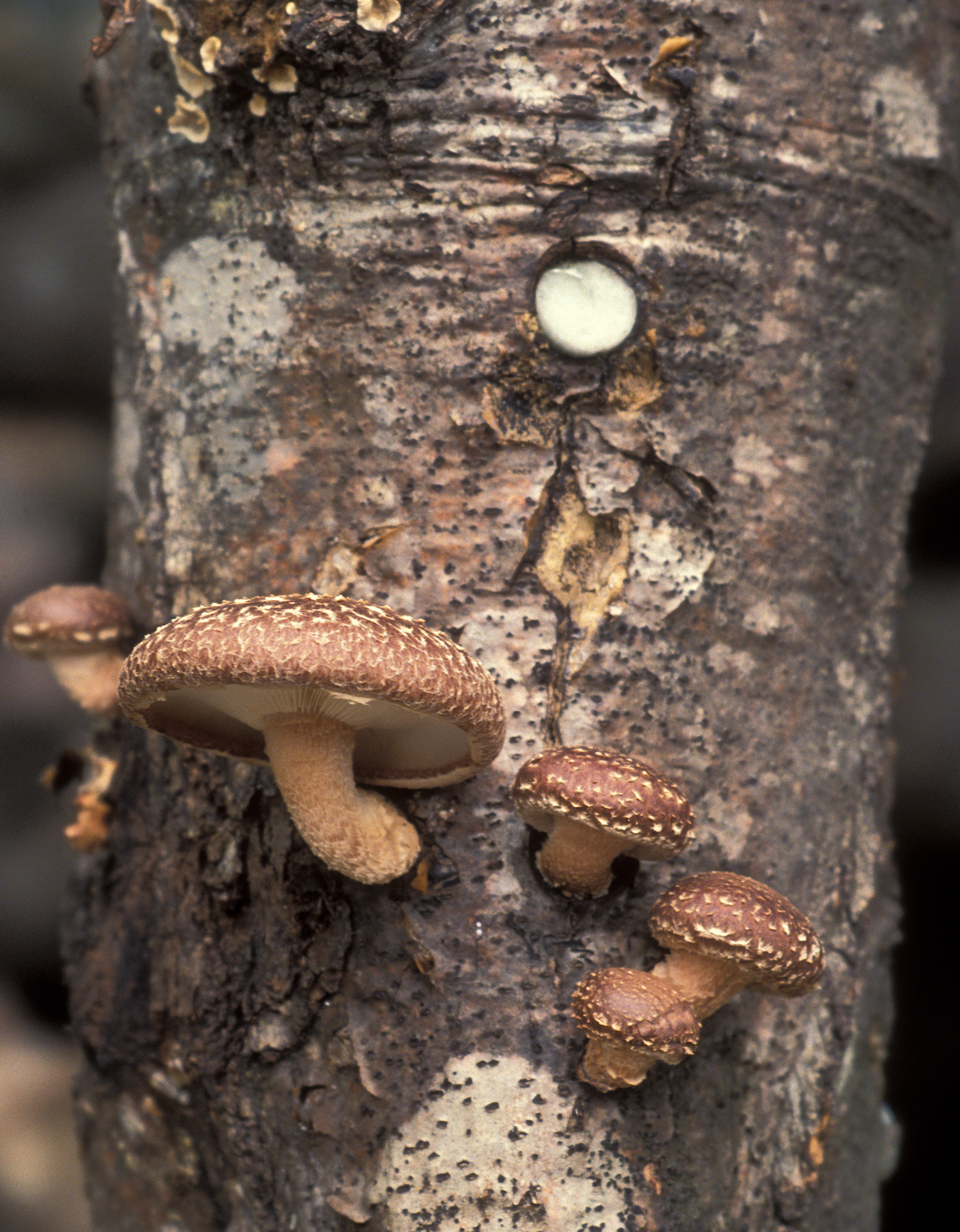
Lentinus edodes (Gen. Lentinus)
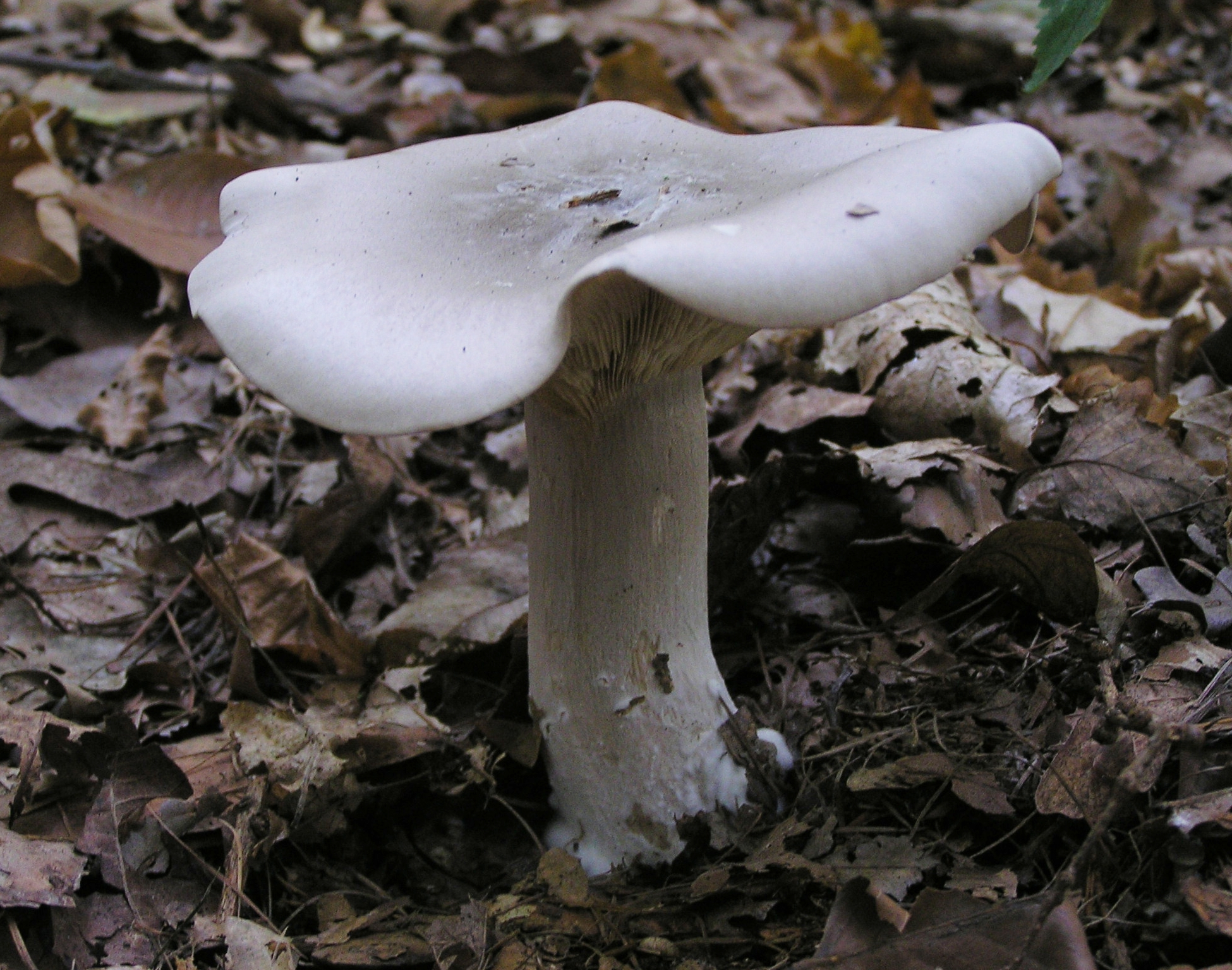
Lepista nebularis (Gen. Lepista)
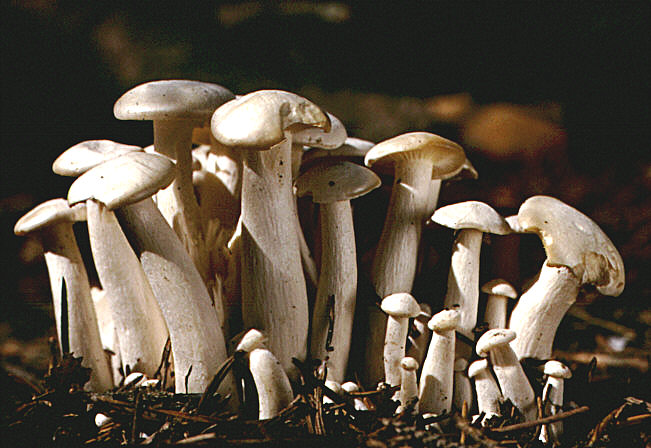
Lyophyllum connatum (Gen. Lyophyllum)
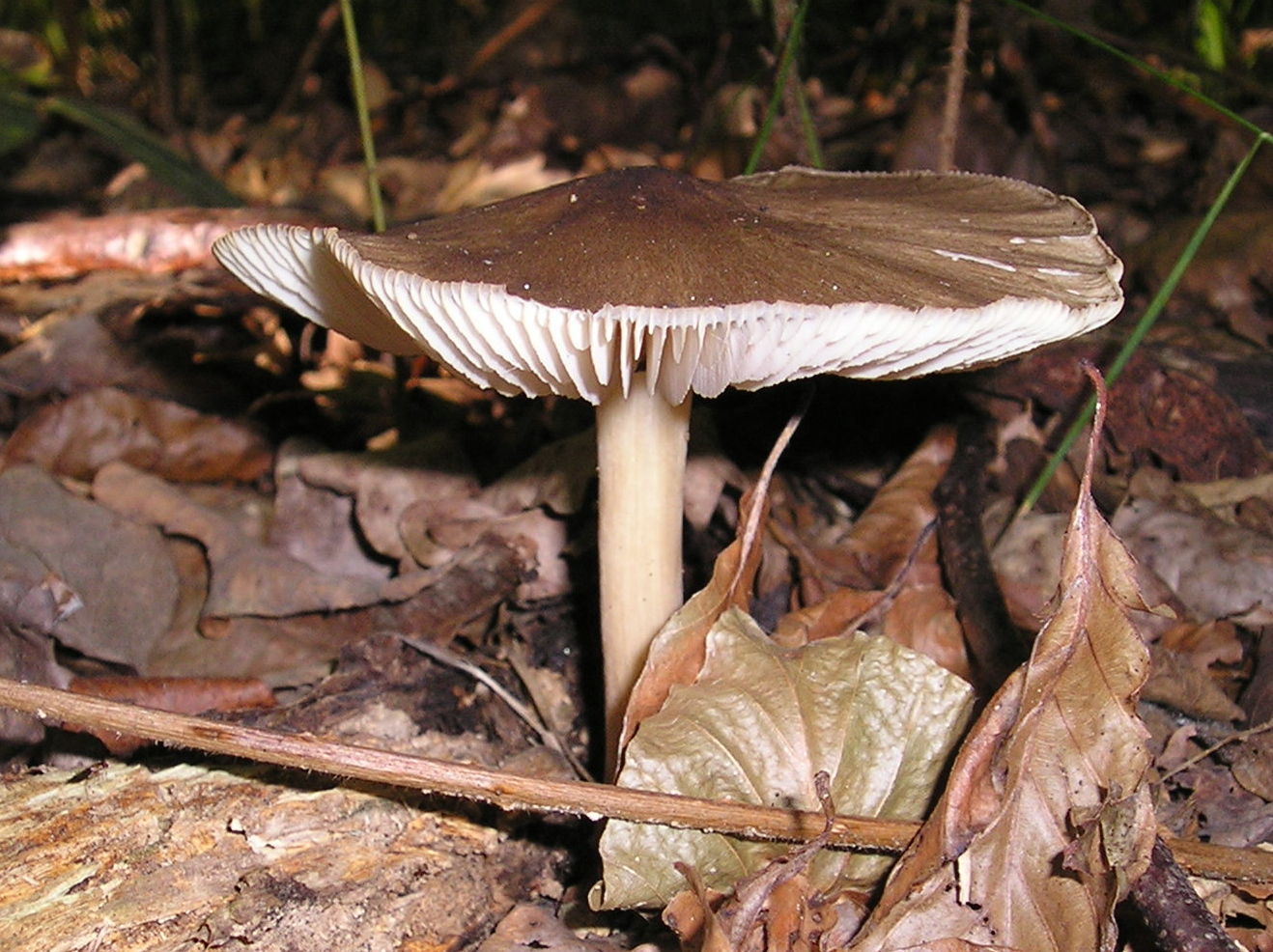
Megacollybia platyphylla (Gen. Megacollybia)
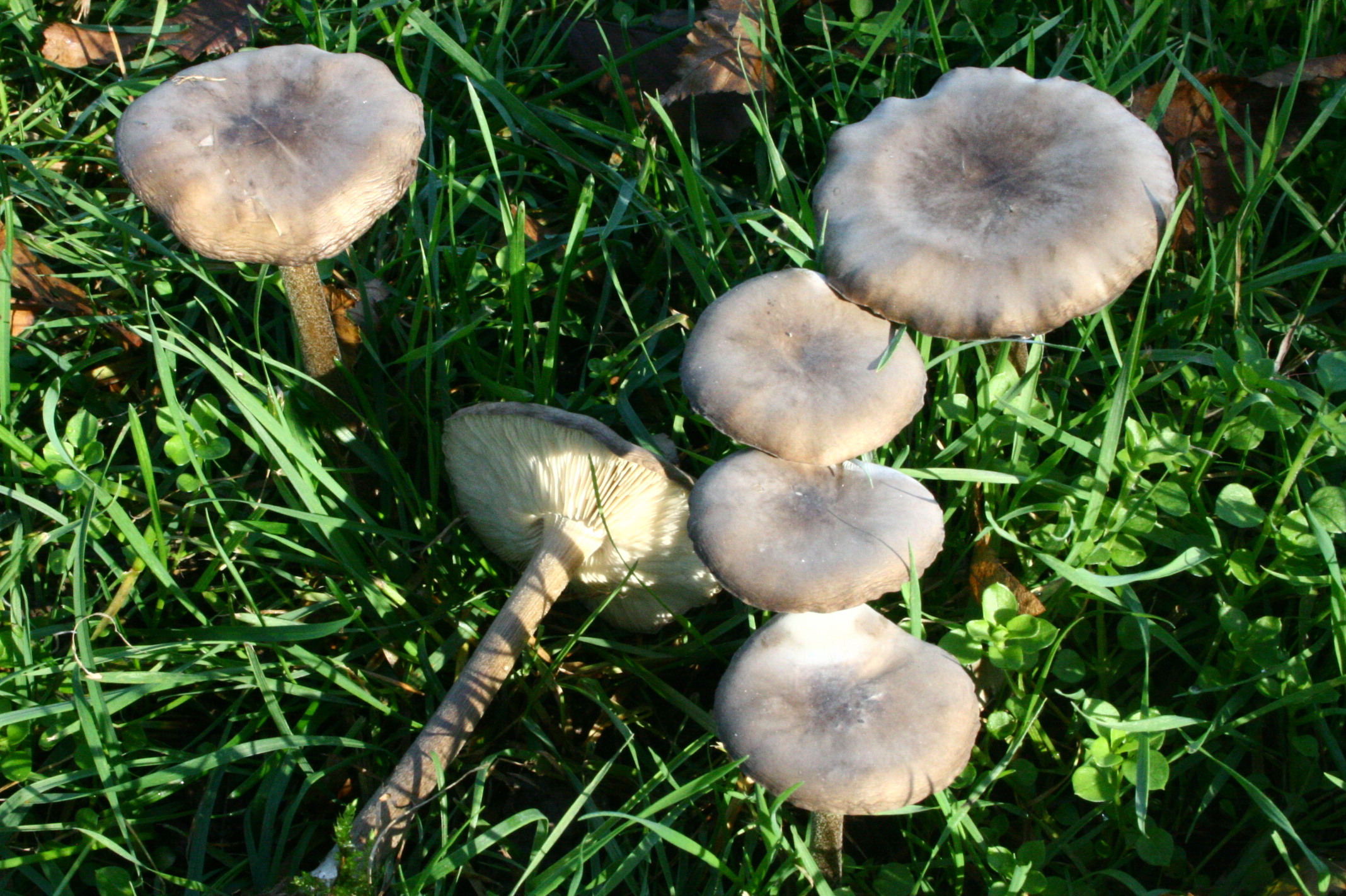
Melanoleuca sp.
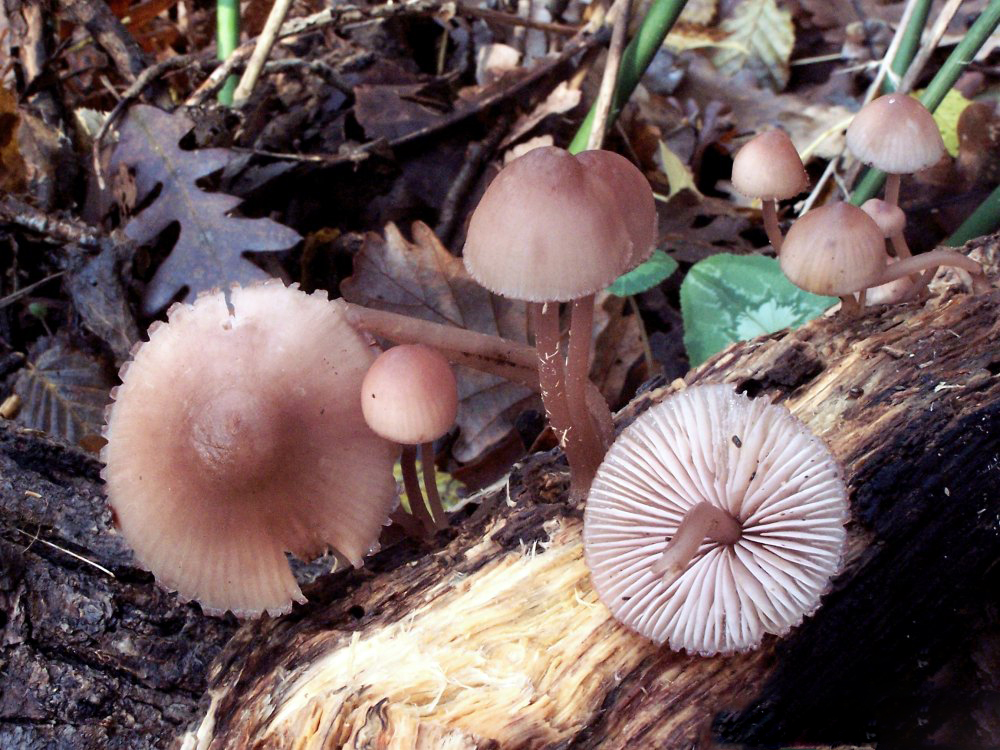
Mycena haematopus (Gen. Mycena)
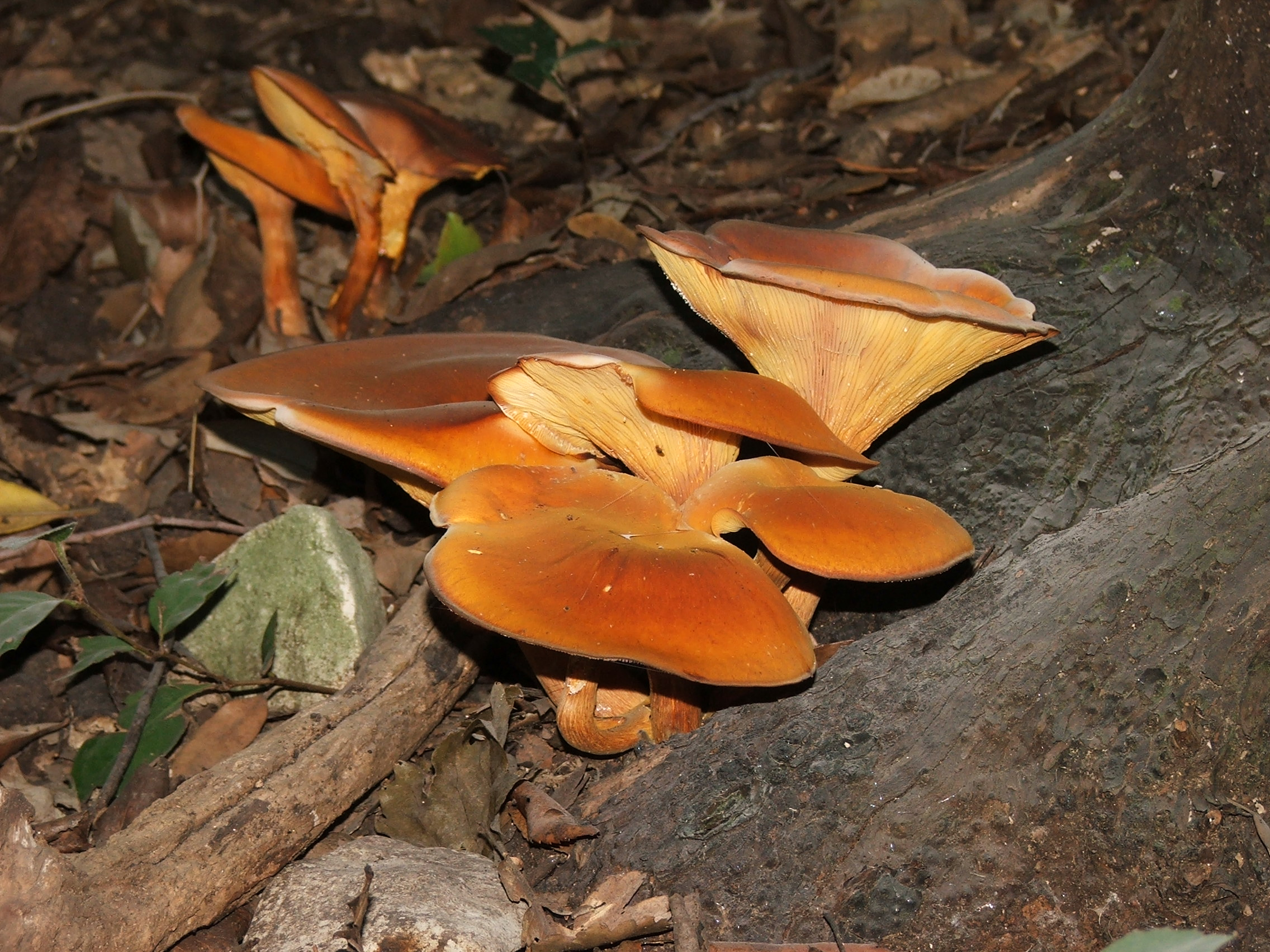
Omphalotus olearius (Gen. Omphalotus)
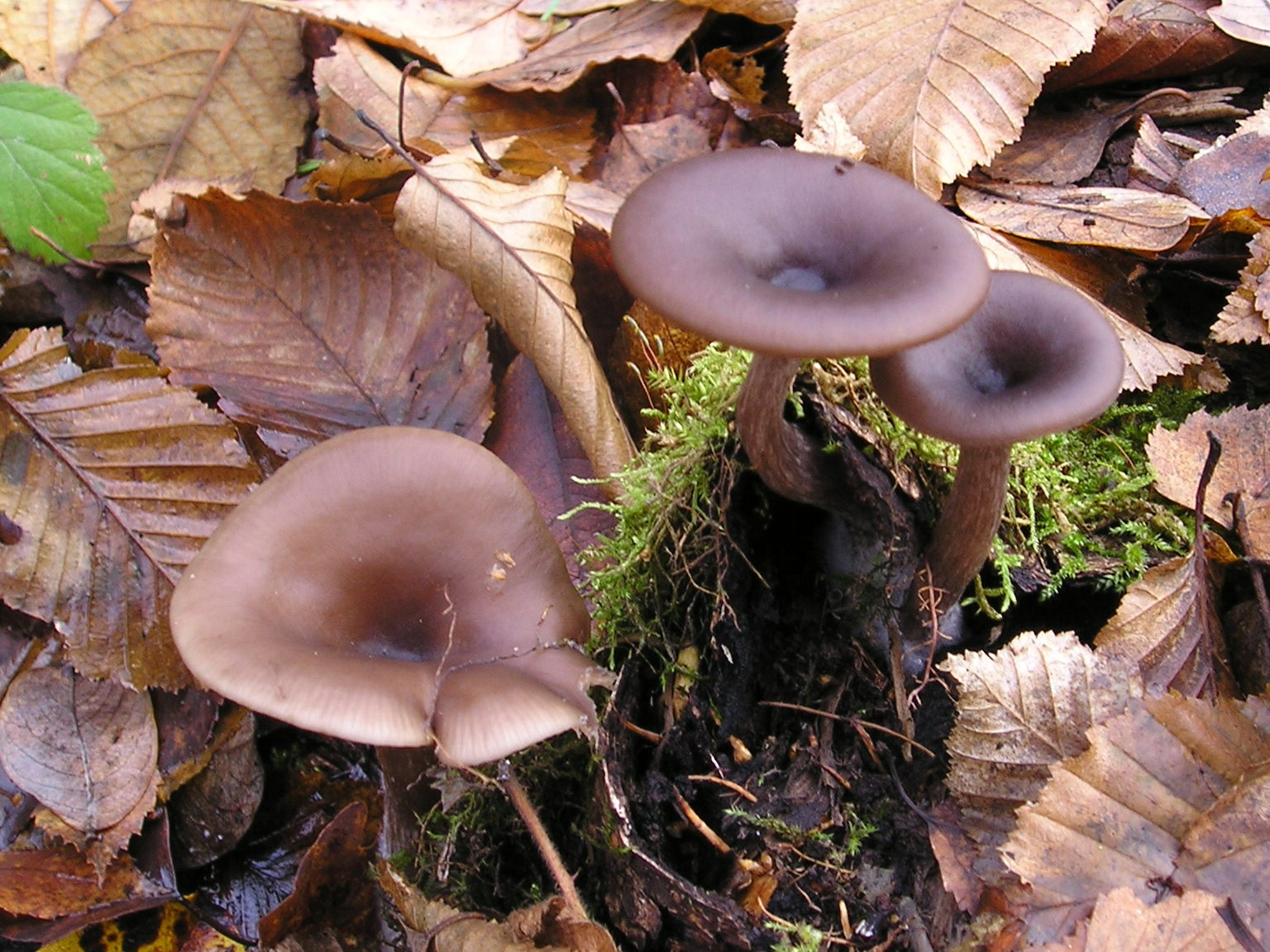
Pseudoclitocybe cyathiformis (Gen. Pseudoclitocybe)
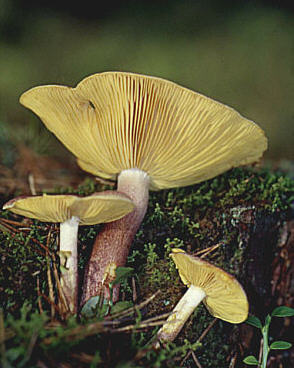
Tricholomopsis rutilans (Gen. Tricholomopsis)